# Jens Hundseid

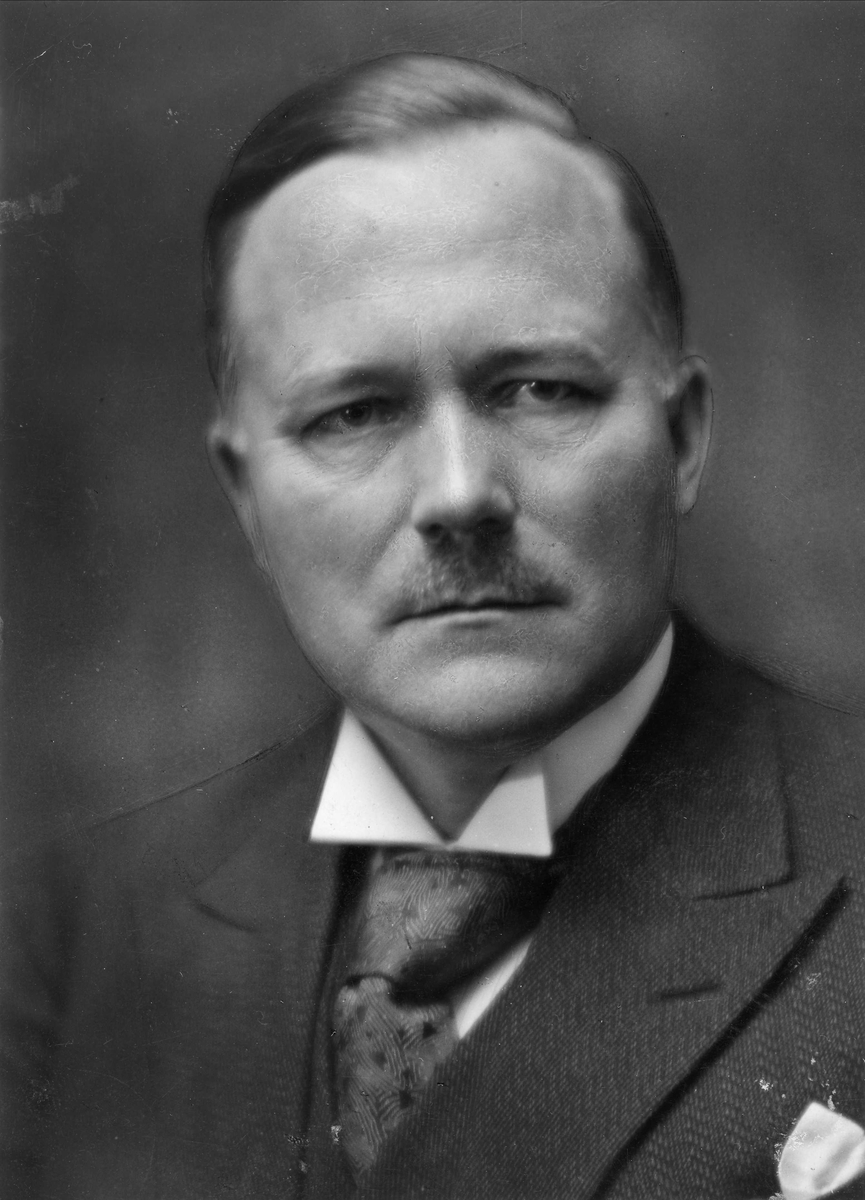
Jens Hundseid

Jens Valentinsen Hundseid (* 6. Mai 1883 in Vikedal, heute Vindafjord; † 2. April 1965 in Oslo) war ein norwegischer Politiker der Bondepartiet. Von 1924 bis 1940 war er Abgeordneter im Storting. Von März 1932 bis März 1933 fungierte er als Ministerpräsident (Statsminister) und Landwirtschaftsminister Norwegens. Von 1935 bis 1945 war er der Fylkesmann von Buskerud. Im Jahr 1940 trat er der faschistischen Partei Nasjonal Samling (NS) bei, was er später als „feige“ bezeichnete und wofür er zu zehn Jahren Haft verurteilt wurde. Nach dem Erlass seiner Strafe im Jahr 1949 lebte er bis zu seinem Tod zurückgezogen.

## Leben

### Herkunft und Zeit als Landwirt
Hundseid kam in Vikedal in der heutigen Kommune Vindafjord als Sohn von Ingerid Jensdatter Hundseid und Valentin Hovda zur Welt. Sein Vater war Landwirt. Jens Hundseid wuchs auf dem Hof, der aus der Familie seiner Mutter stammte, auf. Sein Großvater mütterlicherseits, der ebenfalls den Namen Jens Hundseid trug, war langjähriger Bürgermeister der Kommune Vikedal. Die Familie war für bäuerliche Verhältnisse relativ wohlstehend.
Hundseid galt als guter Schüler. Er besuchte bis 1902 die Landwirtschaftsschule im Amt Stavanger, dem heutigen Rogaland, sowie bis 1903 die Forstwirtschaftsschule in Kongsberg. Im Jahr 1905 machte er seinen Abschluss an der norwegischen Landwirtschaftshochschule (Norges landbrukshøyskole) in Ås. Hundseid arbeitete einige Jahre als Lehrer, bevor er an der Norges landbrukshøyskole ein Stipendiat erhielt und von 1908 bis 1910 als Assistent im Bereich Geologie und Bodenkunde arbeitete. Anschließend studierte er im Jahr 1911 Landwirtschaft in England und Schottland.
Im Jahr 1912 heiratete er in Kristiania (heute Oslo) die aus Sandsvær bei Kongsberg stammende Martha Eknes. Mir ihr bewirtschaftete er gemeinsam ihren Hof in Sandsvær. Zugleich arbeitete er weiter als Lehrer. Im Winter lehrte er an der Volkshochschule in Eidsvoll. In den Jahren 1915 bis 1918 war er Redakteur der Zeitung Eidsvolds Blad. Anschließend wurde er Direktor der Landwirtschaftsschule Telemark in Holla. Als Lehrer wurde er als tüchtig und Anhänger einer nahezu preußischen Disziplin beschrieben.

### 1920–1932: Bondepartietmitglied und Stortingsabgeordneter
Hundseid war ab der Gründung der Bondepartiet (deutsch Bauernpartei) im Jahr 1920 Mitglied. Er sah insbesondere das Wohlstandsgefälle zwischen Stadt und Land als problematisch an. Zugleich kritisierte er auch den Unterschied zwischen den großen Höfen in der Region Østlandet und den kleineren Höfen im restlichen Norwegen. Hundseid sah sich als Vertreter der kleineren Bauern und war damit auch häufiger im Konflikt mit der Spitze des Bauernverbands Bondelaget. Im Jahr 1924 zog er für den Wahlkreis Telemark erstmals ins norwegische Nationalparlament, das Storting, ein. Für den Wahlkreis saß er bis 1936 im Parlament. Hundseid wurde 1926 zum stellvertretenden Vorsitzenden der Bondepartiet gewählt. Im Jahr 1929 stieg er zum ersten Vorsitzenden auf.
Im Storting übernahm er 1931 übernahm den Fraktionsvorsitz der Bondepartiet. Diesen hatte er zunächst bis zu seiner Ernennung zum Ministerpräsidenten im Jahr 1932 inne. Die Bondepartiet spaltete sich 1931 vom Verband Bondelaget ab. Hundseid galt bei der Spaltung als eine zentrale Figur.

### 1932–1933: Ministerpräsident
Ab Mai 1931 fungierte der Bondepartiet-Politiker Peder Kolstad als Ministerpräsident. Kolstad starb am 5. März 1932 im Amt. Der kommissarische Ministerpräsident Nils Trædal berichtete zwei Tage später im Staatsrat vom Tod Kolstads. Die Regierung setzte auf Bitten von König Haakon VII weiter fort, bis Jens Hundseid am 14. März 1932 das Amt des Ministerpräsidenten sowie des Landwirtschaftsministers übernahm. Hundseids Ernennung war umstritten, im Parlament etwa galt er als unbeliebt. Hundseid setzte dabei mit gegenüber seinem Vorgänger fast unveränderter Regierungsmannschaft fort. Haakon VII hatte zuvor die Regierungsmitglieder aufgefordert, in ihren Ämtern zu verbleiben. Lediglich der Handelsminister Per Larssen verließ das Kabinett. Verteidigungsminister blieb damit Vidkun Quisling, späterer Gründer der faschistischen Partei Nasjonal Samling (NS).
Die Regierungszeit stellte Hundseid vor größere Probleme. Weder hatte er die Minister aus seinem Kabinett selbst ausgewählt, noch verfügte er im Storting über eine Mehrheit. Hundseid kämpfte in seiner Zeit als Ministerpräsident vor allem auch dagegen an, dass Vidkun Quisling eine zentrale Position in der Bondepartiet erlangen wollte. In die Zeit der Regierungen von Kolstad und Hundseid fiel der Höhepunkt des Konfliktes um Ostgrönland, der zwischen Norwegen und Dänemark ausgetragen wurde. Die Regierung von Peder Kolstad hatte im Jahr 1931 die zunächst private Okkupation des Eirik Raudes Landes offiziell gemacht. Einen Monat nach Abtritt von Hundseid verlor Norwegen im April 1933 vor dem Internationalen Gerichtshof in Den Haag in allen Punkten. Hundseid hatte zuvor versucht, die Problematik direkt mit Dänemark zu lösen, ohne seine Regierungsmannschaft darin eingeweiht zu haben. Die Regierung wurde mit der Zeit weiter geschwächt.
Johan Ludwig Mowinckel von der liberalen Partei Venstre legte im Jahr 1933 Richtlinien für die Wirtschaftspolitik vor. Während diese im Finanzausschuss eine Mehrheit fanden, weigerte Hundseid sich, diese zu implementieren. Die Regierung legte in der Folge im Staatsrat am 25. Februar 1933 dem König ihr Rücktrittsgesuch vor. Hundseid begründete seine Rücktritt damit, nicht der „Vasall“ von Mowinckel sein zu wollen. König Haakon VII willigte dem Rücktritt schließlich am 2. März 1933 mit Wirkung ab dem folgenden Tag ein. Hundseid folgte Mowinckel als Ministerpräsident. Ohne wiedergewählt werden zu wollen, wurde er 1933 in seiner Position als Parteivorsitzender bestätigt.

### 1933–1940: Stortingsabgeordneter und Fylkesmann
Nach seiner Zeit als Ministerpräsident kehrte er ins Storting zurück. Dort übernahm er erneut bis 1940 den Fraktionsvorsitz der Bondepartiet-Gruppierung. Im Storting arbeitete er 1935 für die Bildung des sogenannten Kriseforliket (deutsch Krisenvergleich) mit der Arbeiterpartei Det norske Arbeiderparti (DnA) unter Johan Nygaardsvold zusammen, um eine neue Regierung zu bilden. Es ging schließlich die Regierung Nygaardsvold hervor. Dabei stimmte die Bondepartiet dem Haushaltsplan der DnA zu, der für eine geringere Arbeitslosenquote sorgen sollte. Die DnA unterstützte im Gegenzug höhere Subventionen für die Landwirtschaft. Die Arbeiterpartei hatte vor dem Abtritt von Hundseids Regierung noch gegen diese gestimmt.
Im Jahr 1935 übernahm Hundseid den Posten als Fylkesmann des Fylkes Buskerud. Im Zuge dessen endete seine Zeit als Direktor der Landwirtschaftsschule in Holla. Ab 1936 saß er für den Wahlkreis Buskerud im Storting. Seine Zeit als Parteivorsitzender endete im Jahr 1938.

### Ab 1940: Eintritt in die Nasjonal Samling und Verurteilung
Aufgrund seiner Beliebtheit in der ländlichen Bevölkerung wurde er vom Reichskommissariat in Norwegen gebeten, Vorsitzender in einer neuen Bauernvereinigung zu werden. Diese sollte die vorherige Organisation Bondelaget ersetzen und mit den deutschen Besatzern zusammenarbeiten. Hundseid lehnte das Angebot ab. Nach Drohungen von Seiten des NS-Justizministers Sverre Riisnæs wurde er im Herbst 1940 Mitglied der von Quisling geführten faschistischen Partei Nasjonal Samling. Als NS-Mitglied blieb er bis 1945 weiter Fylkesmann von Buskerud. Der Bondepartiet bescherte dies nach dem Ende des Zweiten Weltkriegs Probleme, da Hundseid der einzige Fylkesmann des Landes war, der NS-Mitglied war und über die gesamte Zeit im Amt blieb. Hundseid bezeichnete seinen Eintritt in die NS später selbst als „feige“.
Im Jahr 1945 wurde er zu zehn Jahren Haft verurteilt. Ihm wurde vorgeworfen, dass er der NS mit seiner Parteimitgliedschaft einen Zugewinn für ihre Propaganda besorgte und er als ehemaliger Ministerpräsident hätte wissen müssen, wofür die Partei unter Quisling eintrat. Die restliche Strafe wurde ihm 1949 erlassen. Nach dem Erlass seiner Strafe lebte Hundseid zurückgezogen in Oslo. Hundseid starb im April 1965 im Alter von 81 Jahren. Er wurde in Sandsvær begraben.